# Faisal Bangal
Faisal Abdul Amide Bangal (Chimoio, 5 gennaio 1995) è un calciatore mozambicano, attaccante del Mestre.

## Carriera

### Club
Si è trasferito in Italia all'età di 9 anni, iniziando poco più tardi a giocare nelle giovanili dell'Atalanta. Ha vinto lo scudetto Berretti con l'Atalanta nella stagione 2012-2013; l'anno seguente ha esordito con la Primavera neroazzurra, terminando al secondo posto nella classifica marcatori del Torneo di Viareggio con 5 reti in altrettante presenze. Il 14 marzo 2014 ha firmato il primo contratto professionistico della sua carriera, con l'Atalanta, fino al 2017.
Nell'agosto del 2014 passa in prestito all'Ascoli in Lega Pro. Esordisce il 31 agosto contro la Pistoiese allo stadio Melani; nel gennaio del 2015 lascia l'Ascoli, con un bilancio di 2 gol (entrambi in Coppa Italia Lega Pro) in 7 presenze (6 in campionato ed una in Coppa Italia Lega Pro) e passa sempre con la formula del prestito al San Marino. Qui gioca altre 6 partite in Lega Pro senza mai segnare ed a fine stagione fa ritorno per fine prestito all'Atalanta, che il 28 agosto 2015 lo cede in prestito gratuito per una stagione al Tuttocuoio, compagine toscana di Lega Pro; con i neroverdi gioca 9 partite senza mai segnare.
Nell'estate del 2016 si trasferisce al Teuta, club della massima serie albanese, campionato in cui esordisce il 12 settembre 2016. Conclude l'esperienza albanese con 28 presenze e 4 gol (più ulteriori 4 presenze senza reti nella coppa nazionale albanese), rimanendo svincolato al termine del contratto.
Il 22 dicembre 2018 dopo oltre un anno da svincolato viene tesserato dai bergamaschi dello Scanzorosciate, militanti nel campionato di Serie D; fa il suo esordio con i giallorossi il giorno seguente, subentrando dalla panchina nella partita pareggiata per 0-0 sul campo dell'Olginatese. Rimane in squadra per una stagione e mezzo, passando poi al Caravaggio, altra formazione bergamasca di Serie D, nel gennaio del 2021. Per la stagione 2021-2022 si trasferisce in seguito ai milanesi dell'Alcione, a loro volta militanti in Serie D; dopo aver segnato 8 reti in 38 partite di campionato giocate, rimane all'Alcione anche nella stagione 2022-2023. Per la stagione 2023-2024 si trasferisce alla Luparense, militante sempre in Serie D: con il club padovano inizia la stagione con ottime medie realizzative (6 reti in 9 incontri di campionato), saltando però la maggior parte della stagione a causa della rottura del legamento crociato di un ginocchio. Nell'estate del 2024 si trasferisce al Mestre, altro club veneto di Serie D.

### Nazionale
Il 5 marzo 2014 esordisce con la nazionale mozambicana nell'amichevole pareggiata per 1-1 contro l'Angola. Successivamente ha giocato anche con la nazionale Under-20. Torna a giocare in nazionale dopo oltre due anni, il 3 settembre 2016, giocando la partita di qualificazione alla Coppa d'Africa vinta per 1-0 contro Mauritius.
Nel marzo del 2021, a quasi cinque anni di distanza dall'ultima convocazione, torna in nazionale per disputare due partite (una delle quali anche da titolare) valevoli per le qualificazioni alla Coppa d'Africa, rispettivamente contro Ruanda e Capo Verde.
Nel 2023 viene nuovamente convocato per le qualificazioni alla Coppa d’Africa. Il 13 ottobre 2023 segna la sua prima rete in nazionale, fissando il punteggio sul momentaneo 1-0 nell'incontro amichevole poi pareggiato per 1-1 contro l'Angola.

## Statistiche

### Presenze e reti nei club
Statistiche aggiornate al 30 giugno 2025.
| Stagione              | Squadra               | Campionato            | Campionato | Campionato | Coppe nazionali | Coppe nazionali | Coppe nazionali | Coppe continentali | Coppe continentali | Coppe continentali | Altre coppe | Altre coppe | Altre coppe | Totale | Totale |
| Stagione              | Squadra               | Comp                  | Pres       | Reti       | Comp            | Pres            | Reti            | Comp               | Pres               | Reti               | Comp        | Pres        | Reti        | Pres   | Reti   |
| --------------------- | --------------------- | --------------------- | ---------- | ---------- | --------------- | --------------- | --------------- | ------------------ | ------------------ | ------------------ | ----------- | ----------- | ----------- | ------ | ------ |
| 2014-gen. 2015        | Ascoli                | LP                    | 6          | 0          | CI-LP           | 2               | 2               | -                  | -                  | -                  | -           | -           | -           | 8      | 2      |
| gen.-giu. 2015        | San Marino            | LP                    | 6          | 0          | CI-LP           | -               | -               | -                  | -                  | -                  | -           | -           | -           | 6      | 0      |
| 2015-2016             | Tuttocuoio            | LP                    | 9          | 0          | CI-LP           | 1               | 0               | -                  | -                  | -                  | -           | -           | -           | 10     | 0      |
| ago. 2016-2017        | Teuta                 | KS                    | 28         | 4          | CA              | 4               | 0               | UEL                | -                  | -                  | -           | -           | -           | 32     | 4      |
| 2018-2019             | Scanzorosciate        | D                     | 13         | 1          | CI-D            | -               | -               | -                  | -                  | -                  | -           | -           | -           | 13     | 1      |
| 2019-2020             | Scanzorosciate        | D                     | 23         | 3          | CI-D            | 1               | 0               | -                  | -                  | -                  | -           | -           | -           | 24     | 3      |
| 2020-gen. 2021        | Scanzorosciate        | D                     | 13         | 1          | CI-D            | -               | -               | -                  | -                  | -                  | -           | -           | -           | 13     | 1      |
| Totale Scanzorosciate | Totale Scanzorosciate | Totale Scanzorosciate | 49         | 5          |                 | 1               | 0               |                    | -                  | -                  |             | -           | -           | 50     | 5      |
| gen.-giu. 2021        | Caravaggio            | D                     | 17         | 6          | CI-D            | -               | -               | -                  | -                  | -                  | -           | -           | -           | 17     | 6      |
| 2021-2022             | Alcione               | D                     | 38         | 8          | CI-D            | 1               | 1               | -                  | -                  | -                  | -           | -           | -           | 39     | 9      |
| 2022-2023             | Alcione               | D                     | 34+2       | 15+2       | CI-D            | 2               | 2               | -                  | -                  | -                  | -           | -           | -           | 38     | 19     |
| Totale Alcione        | Totale Alcione        | Totale Alcione        | 72+2       | 23+2       |                 | 3               | 3               |                    | -                  | -                  |             | -           | -           | 77     | 28     |
| 2023-2024             | Luparense             | D                     | 9          | 6          | CI-D            | 1               | 0               | -                  | -                  | -                  | -           | -           | -           | 10     | 6      |
| 2024-2025             | Mestre                | D                     | 18+1       | 7+1        | CI-D            | 2               | 1               | -                  | -                  | -                  | -           | -           | -           | 21     | 9      |
| Totale carriera       | Totale carriera       | Totale carriera       | 197+3      | 48+3       |                 | 14              | 6               |                    | -                  | -                  |             | -           | -           | 214    | 57     |

### Cronologia presenze e reti in nazionale
| Cronologia completa delle presenze e delle reti in nazionale ― Mozambico | Cronologia completa delle presenze e delle reti in nazionale ― Mozambico | Cronologia completa delle presenze e delle reti in nazionale ― Mozambico | Cronologia completa delle presenze e delle reti in nazionale ― Mozambico | Cronologia completa delle presenze e delle reti in nazionale ― Mozambico | Cronologia completa delle presenze e delle reti in nazionale ― Mozambico | Cronologia completa delle presenze e delle reti in nazionale ― Mozambico | Cronologia completa delle presenze e delle reti in nazionale ― Mozambico |
| Data                                                                     | Città                                                                    | In casa                                                                  | Risultato                                                                | Ospiti                                                                   | Competizione                                                             | Reti                                                                     | Note                                                                     |
| ------------------------------------------------------------------------ | ------------------------------------------------------------------------ | ------------------------------------------------------------------------ | ------------------------------------------------------------------------ | ------------------------------------------------------------------------ | ------------------------------------------------------------------------ | ------------------------------------------------------------------------ | ------------------------------------------------------------------------ |
| 5-3-2014                                                                 | Maputo                                                                   | Mozambico                                                                | 1 – 1                                                                    | Angola                                                                   | Amichevole                                                               | -                                                                        |                                                                          |
| 3-9-2016                                                                 | Maputo                                                                   | Mozambico                                                                | 1 – 0                                                                    | Mauritius                                                                | Qual. Coppa d'Africa 2017                                                | -                                                                        |                                                                          |
| 24-3-2021                                                                | Kigali                                                                   | Ruanda                                                                   | 1 – 0                                                                    | Mozambico                                                                | Qual. Coppa d'Africa 2021                                                | -                                                                        | 84’                                                                      |
| 30-3-2021                                                                | Maputo                                                                   | Mozambico                                                                | 0 – 1                                                                    | Capo Verde                                                               | Qual. Coppa d'Africa 2021                                                | -                                                                        | 46’                                                                      |
| 9-9-2023                                                                 | Maputo                                                                   | Mozambico                                                                | 3 – 2                                                                    | Benin                                                                    | Qual. Coppa d'Africa 2023                                                | -                                                                        | 61’                                                                      |
| 13-10-2023                                                               | Faro                                                                     | Angola                                                                   | 1 – 1                                                                    | Mozambico                                                                | Amichevole                                                               | 1                                                                        |                                                                          |
| 16-10-2023                                                               | Albufeira                                                                | Mozambico                                                                | 2 – 3                                                                    | Nigeria                                                                  | Amichevole                                                               | 1                                                                        | 63’                                                                      |
| 16-11-2023                                                               | Maputo                                                                   | Botswana                                                                 | 2 – 3                                                                    | Mozambico                                                                | Qual. Mondiali 2026                                                      | -                                                                        | 7’                                                                       |
| 19-11-2023                                                               | Maputo                                                                   | Mozambico                                                                | 0 – 2                                                                    | Algeria                                                                  | Qual. Mondiali 2026                                                      | -                                                                        | 67’                                                                      |
| Totale                                                                   |                                                                          | Presenze                                                                 | 9                                                                        |                                                                          | Reti                                                                     | 2                                                                        |                                                                          |

## Palmarès

### Club

#### Competizioni giovanili
- Campionato Berretti: 1

Atalanta: 2012-2013